# Eugeniusz Abrahamowicz
Eugeniusz Abrahamowicz (ur. 8 czerwca 1848 w Hliboce, zm. 5 stycznia 1905 w Stryju) – prawnik, sędzia, ziemianin. poseł do austriackiej Rady Państwa

## Życiorys
Ukończył gimnazjum w Czerniowcach (1868), a następnie studia prawnicze na uniwersytecie we Lwowie (1872), Po studiach pracował w c. k. sądownictwie, najpierw jako aplikant adwokacki. Następnie referent Sądu Okręgowego we Lwowie (1873-1876), Sądzie Rejonowym w Delatynie (1877-1878), Sądzie Rejonowym w Rudkach (1879) i Sądzie Rejonowym w Stryju (1880-1889). Potem był sędzią Sądu Rejonowego w Chodorowie (1890-1897) i Stryju (1897-1901). W latach 1901–1905 Radca Sądu Wyższego Krajowego we Lwowie, od 1902 oddelegowany do Stryja. 
Z przekonań konserwatysta. W latach 1867–1905 członek Rady Powiatu oraz członek i wiceprezes Wydziału Powiatu (1887-1905) Stryj. Był także posłem do austriackiej Rady Państwa VIII kadencji (9 kwietnia 1891 - 22 stycznia 1897), IX kadencji (27 marca 1897 - 9 lipca 1900) i X kadencji (31 stycznia 1901 - 5 stycznia 1905), wybieranym w kurii I (wielkiej własności) z okręgu nr 16 Stryj, Żydaczów, Dolina, Kałusz. Zasiadał w kilku komisjach austriackiego parlamentu, był m.in. przewodniczącym komisji dla spraw nietykalności poselskiej i koreferentem komisji dla nowej procedury cywilnej. Poza tym członek  komisji budżetowej i Delegacji Wspólnych. Rzecznik interesów sfer ziemiańskich skupionych w Galicyjskim Towarzystwie Gospodarskim we Lwowie. Zabierał wielokrotnie głos w obradach - posługując się doskonałym językiem niemieckim. Był także zwolennikiem poszerzenia praw narodów słowiańskich w monarchii habsburskiej, szczególną sympatię okazywał wobec Czechów. Był także członkiem Koła Polskiego.  
Zmarł nagle na atak serca 5 stycznia 1905 w Stryju.

## Rodzina
Był potomkiem jednej z najstarszych rodzin ormiańskich na Pokuciu. Syn ziemianina Krzysztofa. Był bratem ziemianina i posła do Rady Państwa z Bukowiny Krzysztofa (1857-1916), kuzynem Dawida Abrahamowicza.

## Zob. także
- Eugeniusz Abrahamowicz, Wiki Ormianie